# Ломикамінь болотяний
Ломикамінь болотний, ломикамінь болотяний (Saxifraga hirculus) — вид трав'янистих рослин родини ломикаменеві (Saxifragaceae), поширений у гірських, болотистих та арктичних районах Європи, Азії та Північної Америки. Раритетний вид рослин, занесений до Червоної книги України та інших природоохоронних документів.

## Опис
Це багаторічні трав'янисті рослини 10–40 см заввишки. Кореневища від гіллястих до безгілкових, коричневі. Є короткі столони, іноді злегка запушені. Стебла висхідні, без гілок, густо вкриті вузькими світло-зеленими листками, верхні частини стебел вкриті іржаво-коричневими волосками, нижні — злегка червонуваті. Листя: у прикореневій розетки і чергуються уздовж стебла, від коротко-черешкових до безчерешкових. Листові пластини ланцетні, з цілими краями. Квіти з відразливим запахом, поодинокі або в групах з 2–3 квіток. Квіти 1–3 см в діаметрі, жовті, з оранжовими крапками; пелюсток 5, 6–18 мм, більш ніж удвічі довші за чашолистки; чашолистків 5, відігнуті; тичинок 10. Плоди — довгасті коробочки, які містять багато коричневого насіння. 
Цвіте в липні–вересні. Розмножується насінням та вегетативно. 

## Поширення
Європа (Білорусь, Естонія, Латвія, Литва, Україна, Німеччина, Польща, Швейцарія, Данія, Фінляндія, Ісландія, Ірландія, Норвегія [вкл. Шпіцберген], Швеція, Велика Британія, Румунія, Франція), Азія (Вірменія, Азербайджан, Росія, Китай, Казахстан, Таджикистан, Монголія, Індія — Сіккім), Північна Америка (Ґренландія, Канада, США). Населяє мокру, як правило, мохову, арктичну або альпійську тундру, вологі альпійські луки, болота, низинні луки, джерела. Зростає на висотах від 0 до 5000 м (у Китаї) над рівнем моря. У помірних областях в Європі та в усьому світі під загрозою. На територіях Австрії й Ліхтенштейну зник.
В Україні зростає в Поліссі, поодиноко трапляється на Волино-Подільській височині. Популяції нечисленні, в їх складі часто менше 10 екземплярів. 

## Охорона
Раритетний вид рослин, занесений до Червоної книги України (охоронна категорія: вразливий вид).
Saxifraga hirculus охороняється в Європі і занесений до Додатку І Бернської конвенції (охоронна категорія: вид підлягає особливій охороні), Резолюції 6 цієї ж конвенції (щодо рослин, для яких Україна створює Смарагдову мережу), а також до Директиви Європейського Союзу 92/43/ЄС «Про збереження природних оселищ та видів природної фауни і флори» (Додаток II. Види рослин і тварин, що становлять особливий інтерес для Європейського Союзу, збереження яких потребує створення територій особливої охорони).
Суттєвою загрозою для виду є осушення та освоєння боліт і прилеглих територій. В Україні охороняється в ПЗ «Розточчя» та пам'ятці природи «Хом-гора» (Рівненська область).

## Галерея

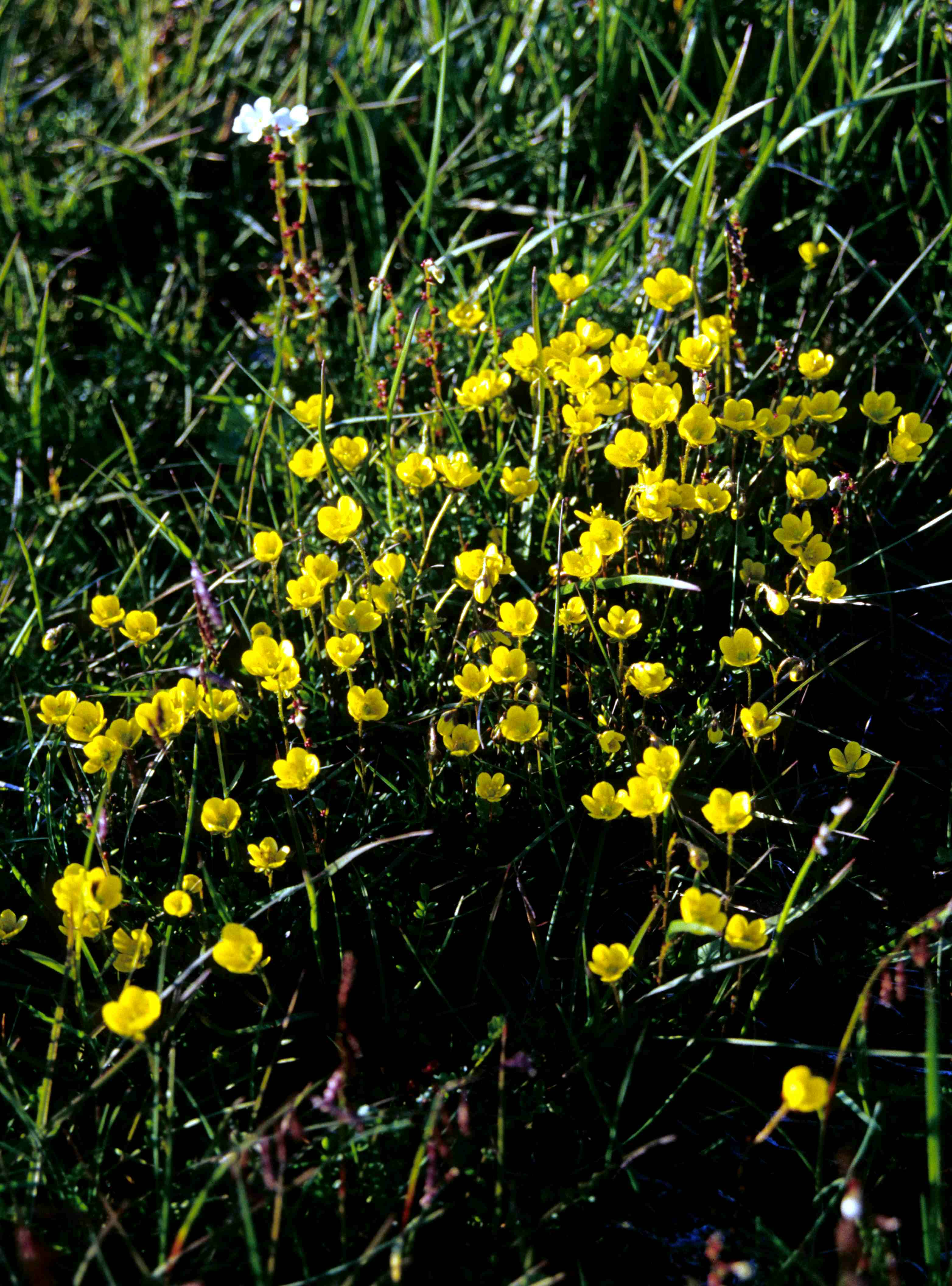
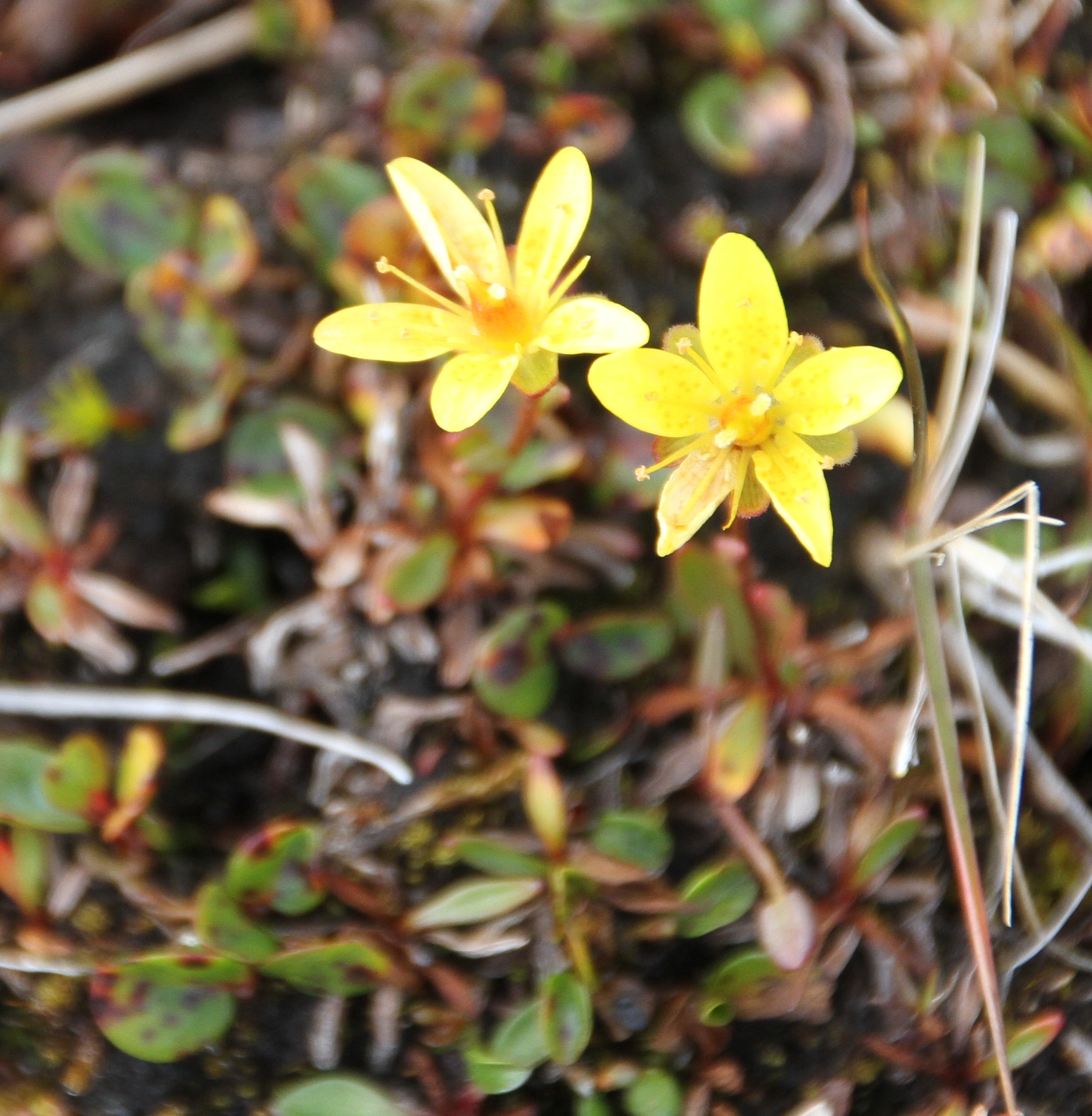
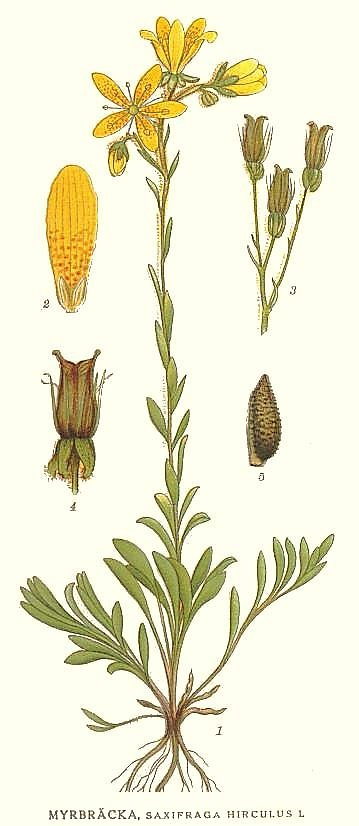